# V2293 Ophiuchi
V2293 Ophiuchi eller GRO J1719-24 (GRS 1716-249, X-Ray Nova Ophiuchi 1993), tros vara en röntgendubbelstjärna med låg massa belägen i den södra delen av stjärnbilden Ormbäraren. Den har en genomsnittlig skenbar magnitud av ca 16,65 och kräver ett teleskop med kamera för att kunna observeras. Den antas befinna sig på ett avstånd på 8 500 ljusår (2 600 parsek) från solen. Stjärnans namn kommer från röntgenstrålning som upptäcktes 1993. Systemet består av ett förmodat svart hål och en följeslagare med låg massa, beräknad att vara en huvudseriestjärna av spektraltyp K0-5 V.

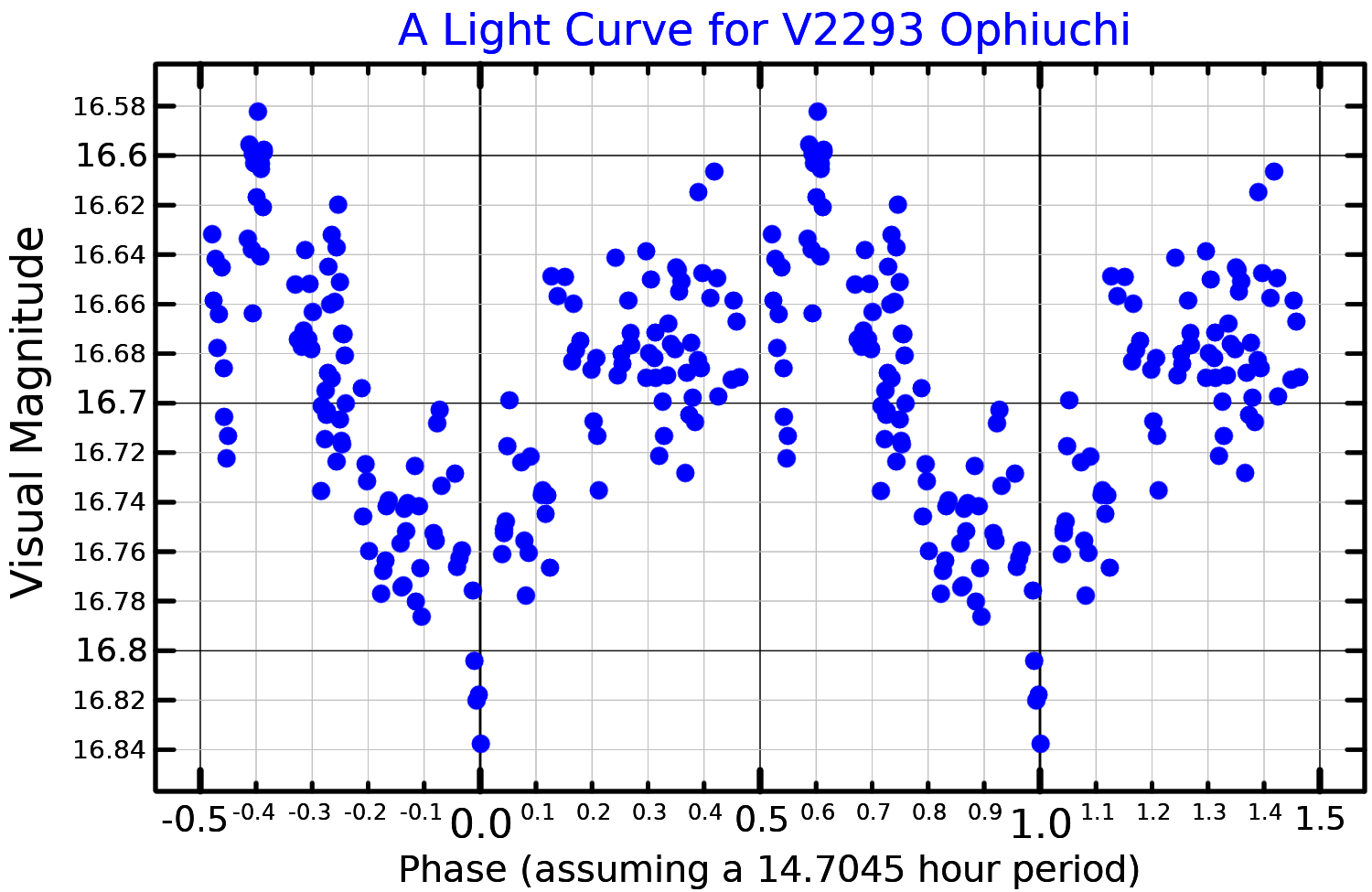
Ljuskurva i synliga bandet för V2293 Ophiuchi som visar superhumps, plottad från Masetti et al. (1996).

Rotationsperioden är osäker, men beräknad till 14,7 timmar. Ljuskurvan uppvisar möjligen även några snabbare fluktuationer, som antas produceras av materiablobbar i ackretionsskivan.